# Ranunculus asiaticus
Ranunculus asiaticus, marimoña o francesilla, es una especie de planta de la familia Ranunculaceae.

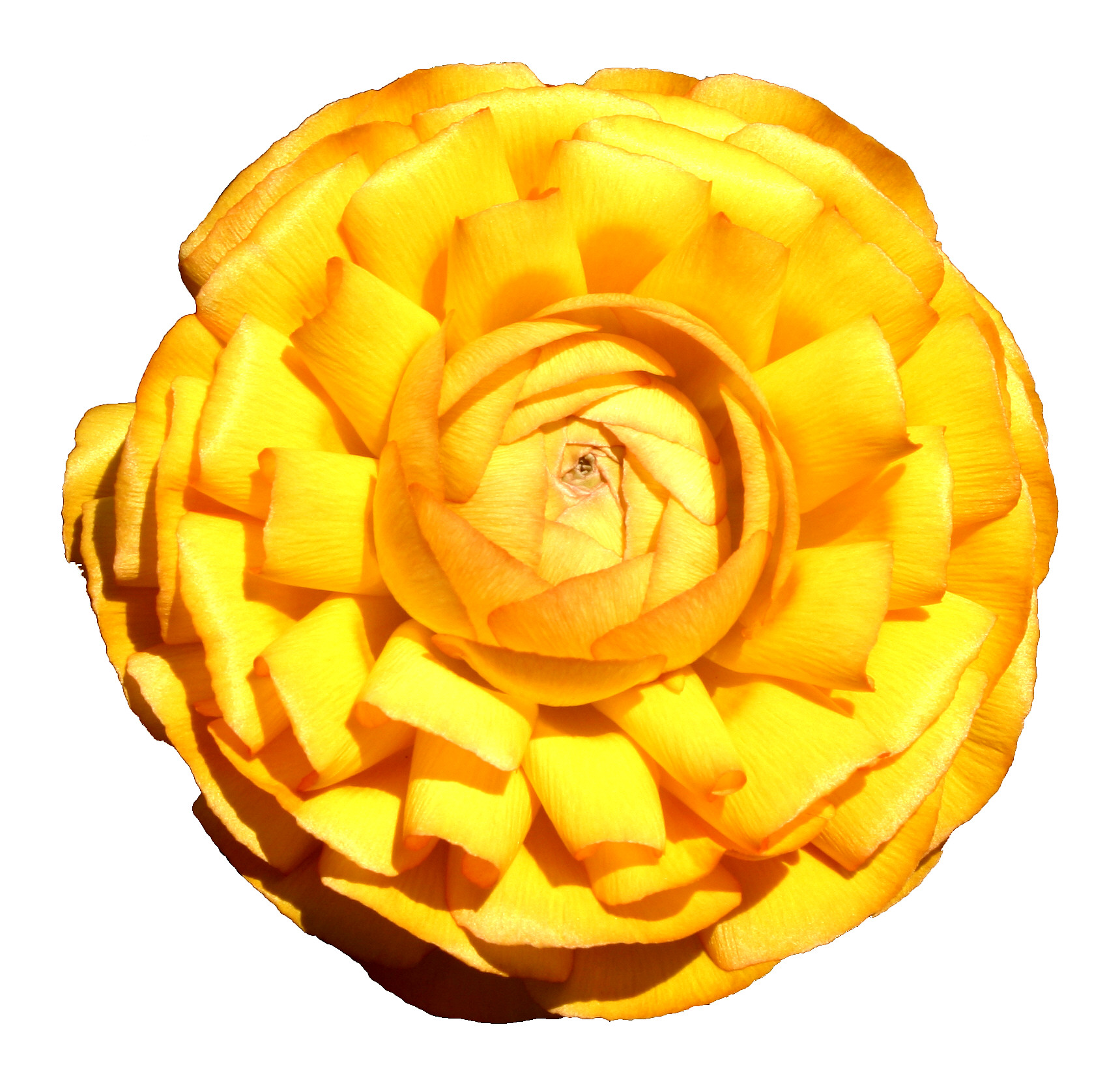
Detalle de la flor

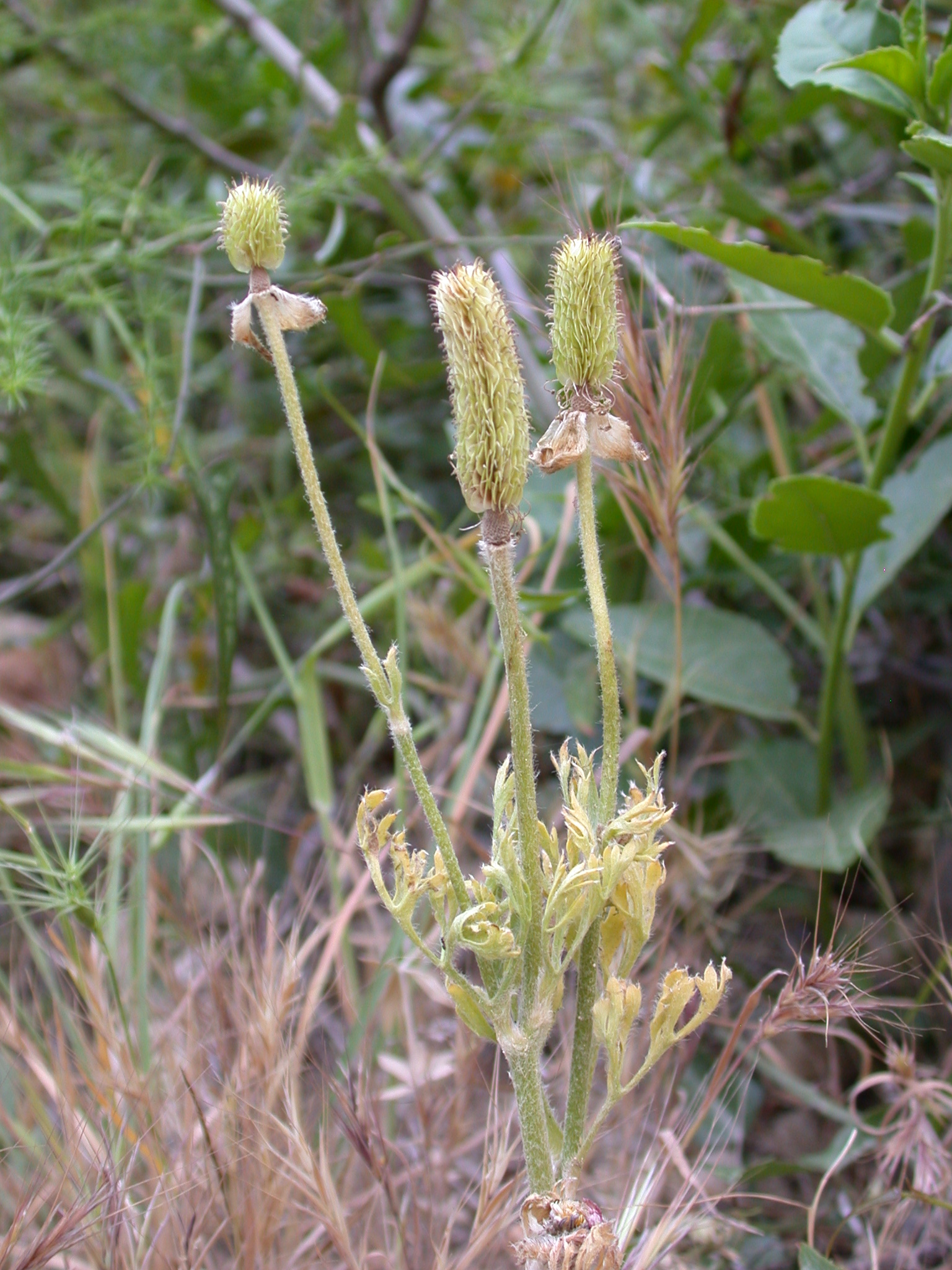
Frutos

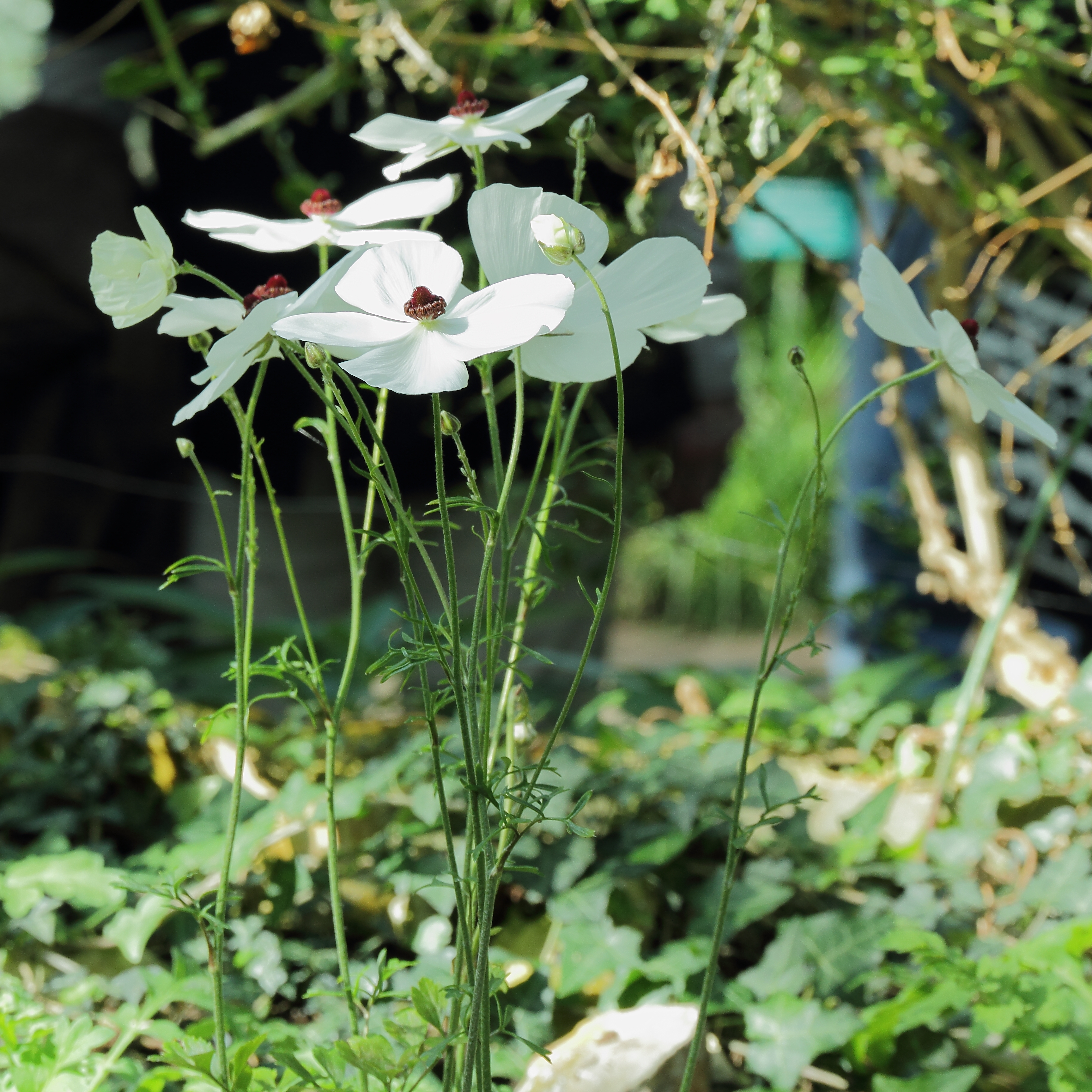
Vista de la planta

## Descripción
Es una planta perenne, herbácea, de raíces tuberosas, pubescente, de 2-6 dm de altura, erguida. Hojas simples, con largos pecíolos, lámina muy partida, con los segmentos lobulados o dentados. Los colores incluyen rosa, rojo, blanco,  amarillo.
Es una planta protegida en algunas jurisdicciones (en particular, Israel).
Algunas variedades se confunden fácilmente con la flor de la amapola.

## Cultivo
Se cultivan frecuentemente en maceta. Se siembra en otoño y, protegida de las heladas, dará flores en primavera. Plantadas en tierra, pueden tolerar heladas ligeras, pero mueren con -10 °C. 

## Distribución y hábitat
Es nativa del este del Mediterráneo, donde los inviernos son medios. 

## Taxonomía
Ranunculus asiaticus fue descrita por Carlos Linneo y publicado en Species Plantarum 552. 1753.
Etimología
Ver: Ranunculus
asiaticus: epíteto geográfico latino que significa "de Asia".
Sinonimia
- Cyprianthe anemonoides Spach
- Cyprianthe asiatica (L.) Freyn[4]

## Nombres comunes
- Ranúnculo, francesilla, marimoñas

## Reconocimiento
El 1 de marzo de 2023, Canada Post emitió un sello postal que representaba Ranunculus asiaticus. El sello se emitió tanto en hojas como en rollos.